# Lista över hemvideoutgivningar av Teenage Mutant Ninja Turtles (2003)
Sedan 2 september 2003 har 4Kids Entertainment och Funimation Entertainment distribuerat 2003 års Turtlesserie på DVD, och ursprungligen även VHS. Sista VHS-släppet skedde den 26 april 2005, medan DVD-släppen fortsatte fram till 21 oktober 2008. Många fans har hårt kritiserat Funimations oregelbundna släppmönster med återutgivningar, och 2007 inleddes mer traditionell, säsongsbaserad, utgivning. Efter att Nickelodeon i oktober 2009 köpt TMNT-rättigheterna upphörde utgivningen innan Nickeloedon själva i mitten av juni 2015 började ge ut serien.

## Lista
| |                   |  |  |  |  |
| TMNT (2003) Vol. 1: Attack of the Mousers | 2 september 2003  |  |  |  |  |
| Avsnitt: - S01E01, 001: "Things Change" - S01E02, 002: "A Better Mousetrap" - S01E03, 003: "Attack of the Mousers" |                   |  |  |  |  |
| |                   |  |  |  |  |
| TMNT (2003) Vol. 2: Meet Casey Jones | 2 september 2003  |  |  |  |  |
| Avsnitt: - S01E04, 004: "Meet Casey Jones" - S01E05, 005: "Nano" - S01E06, 006: "Darkness on the Edge of Town" |                   |  |  |  |  |
| |                   |  |  |  |  |
| TMNT (2003) Vol. 3: The Way of Invisibility | 14 oktober 2003   |  |  |  |  |
| Avsnitt: - S01E07, 007: "The Way of Invisibility" - S01E08, 008: "Fallen Angel" - S01E09, 009: "Garbageman" |                   |  |  |  |  |
| |                   |  |  |  |  |
| TMNT (2003) Vol. 4: The Shredder Strikes | 14 oktober 2003   |  |  |  |  |
| Avsnitt: - S01E10, 010: "The Shredder Strikes, Part 1" - S01E11, 011: "The Shredder Strikes, Part 2" - S01E12, 012: "The Unconvincing Turtle Titan" |                   |  |  |  |  |
| |                   |  |  |  |  |
| TMNT (2003) Box Set 1 (Vol. 1-4) | 18 november 2003  |  |  |  |  |
| DVD Set: - TMNT (2003) Vol. 1: Attack of the Mousers - TMNT (2003) Vol. 2: Meet Casey Jones - TMNT (2003) Vol. 3: The Way of Invisibility - TMNT (2003) Vol. 4: The Shredder Strikes |                   |  |  |  |  |
| |                   |  |  |  |  |
| TMNT (2003) Vol. 5: Notes from the Underground | 13 januari 2004   |  |  |  |  |
| Avsnitt: - S01E13, 013: "Notes from the Underground, Part 1" - S01E14, 014: "Notes from the Underground, Part 2" - S01E15, 015: "Notes from the Underground, Part 3" |                   |  |  |  |  |
| |                   |  |  |  |  |
| TMNT (2003) Vol. 6: The Shredder Strikes Back | 13 januari 2004   |  |  |  |  |
| Avsnitt: - S01E16, 016: "The King" - S01E17, 017: "The Shredder Strikes Back, Part 1" - S01E18, 018: "The Shredder Strikes Back, Part 2" - S01E19, 019: "Tales of Leo" |                   |  |  |  |  |
| |                   |  |  |  |  |
| TMNT (2003) Vol. 7: Return to New York | 16 mars 2004      |  |  |  |  |
| Avsnitt: - S01E20, 020: "The Monster Hunter" - S01E21, 021: "Return to New York, Part 1" - S01E22, 022: "Return to New York, Part 2" - S01E23, 023: "Return to New York, Part 3" |                   |  |  |  |  |
| |                   |  |  |  |  |
| TMNT (2003) Vol. 8: The Search for Splinter | 16 mars 2004      |  |  |  |  |
| Avsnitt: - S01E24, 024: "Lone Raph and Cub" - S01E25, 025: "The Search for Splinter, Part 1" - S01E26, 026: "The Search for Splinter, Part 2" |                   |  |  |  |  |
| |                   |  |  |  |  |
| TMNT (2003) Vol. 9: Turtles in Space | 4 maj 2004        |  |  |  |  |
| Avsnitt: - S02E01, 027: "Turtles in Space, Part 1: The Fugitoid" - S02E02, 028: "Turtles in Space, Part 2: The Trouble with Triceratons" - S02E03, 029: "Turtles in Space, Part 3: The Big House" - S02E04, 030: "Turtles in Space, Part 4: The Arena" |                   |  |  |  |  |
| |                   |  |  |  |  |
| TMNT (2003) Vol. 10: Secret Origins | 8 juni 2004       |  |  |  |  |
| Avsnitt: - S02E05, 031: "Turtles in Space, Part 5: Triceraton Wars" - S02E06, 032: "Secret Origins, Part 1" - S02E07, 033: "Secret Origins, Part 2" - S02E08, 034: "Secret Origins, Part 3" |                   |  |  |  |  |
| |                   |  |  |  |  |
| TMNT (2003) Vol. 11: The Ultimate Ninja | 17 augusti 2004   |  |  |  |  |
| Avsnitt: - S02E09, 035: "Reflections" - S02E10, 036: "The Ultimate Ninja" - S02E11, 037: "Modern Love: The Return of Nano" - S02E18, 044: "The Golden Puck" |                   |  |  |  |  |
| |                   |  |  |  |  |
| TMNT (2003) Vol. 12: Crock Attack! | 5 oktober 2004    |  |  |  |  |
| Avsnitt: - S02E12, 038: "What a Croc!" - S02E13, 039: "Return to the Underground" - S02E17, 043: "Junklantis" - S02E21, 047: "April's Artifact" - S02E22, 048: "Return of the Justice Force" |                   |  |  |  |  |
| |                   |  |  |  |  |
| TMNT (2003) Michelangelo's Christmas Rescue | 19 oktober 2004   |  |  |  |  |
| Avsnitt: - S03E13, 065: "The Christmas Aliens" - S01E01, 001: "Things Change" - S01E05, 005: "Nano" - S01E10, 010: "The Shredder Strikes, Part 1" |                   |  |  |  |  |
| |                   |  |  |  |  |
| TMNT (2003) Vol. 13: The Battle Nexus | 9 november 2004   |  |  |  |  |
| Avsnitt: - S02E23, 049: "The Big Brawl, Part 1" - S02E24, 050: "The Big Brawl, Part 2" - S02E25, 051: "The Big Brawl, Part 3" - S02E26, 052: "The Big Brawl, Part 4" |                   |  |  |  |  |
| |                   |  |  |  |  |
| TMNT (2003) Vol. 14: City at War | 18 januari 2005   |  |  |  |  |
| Avsnitt: - S02E14, 040: "City at War, Part 1" - S02E15, 041: "City at War, Part 2" - S02E16, 042: "City at War, Part 3" - S02E19, 045: "Rogue in the House, Part 1" - S02E20, 046: "Rogue in the House, Part 2" |                   |  |  |  |  |
| |                   |  |  |  |  |
| TMNT (2003) 3.1: Ways of the Warrior: Alien Invasion | 15 mars 2005      |  |  |  |  |
| Avsnitt: - S03E01, 053: "Space Invaders, Part 1" - S03E02, 054: "Space Invaders, Part 2" - S03E03, 055: "Space Invaders, Part 3" - S03E08, 060: "Hunted" - S03E12, 064: "The Lesson" |                   |  |  |  |  |
| |                   |  |  |  |  |
| TMNT (2003) 3.2: Ways of the Warrior: Worlds Collide | 26 april 2005     |  |  |  |  |
| Avsnitt: - S03E04, 056: "Worlds Collide, Part 1" - S03E05, 057: "Worlds Collide, Part 2" - S03E06, 058: "Worlds Collide, Part 3" - S03E07, 059: "Touch and Go" - S03E11, 063: "New Blood" |                   |  |  |  |  |
| |                   |  |  |  |  |
| TMNT (2003) 3.3: Ways of the Warrior: Return of the Ultimate Ninja | 14 juni 2005      |  |  |  |  |
| Avsnitt: - S03E19, 071: "Reality Check" - S03E20, 072: "Across The Universe" - S03E21, 073: "Same As It Never Was" - S03E22, 074: "The Real World, Part 1" - S03E23, 075: "The Real World, Part 2" |                   |  |  |  |  |
| |                   |  |  |  |  |
| TMNT (2003) 3.4: Ways of the Warrior: Shredder's Final Countdown | 30 augusti 2005   |  |  |  |  |
| Avsnitt: - S03E25, 077: "Exodus, Part 1" - S03E26, 078: "Exodus, Part 2" - S04E01, 079: "Cousin Sid" - S04E04, 082: "Dragon's Brew" - S04E08, 086: "Bad Day" |                   |  |  |  |  |
| |                   |  |  |  |  |
| TMNT (2003) 3.5: Mutants and Monsters | 4 oktober 2005    |  |  |  |  |
| Avsnitt: - S03E14, 066: "The Darkness Within" - S03E16, 068: "The Entity Below" - S03E24, 076: "Bishop's Gambit" - S04E05, 083: "I, Monster" - S04E12, 090: "All Hallows Thieves" |                   |  |  |  |  |
| |                   |  |  |  |  |
| TMNT (2003) 3.6: Turtles Against H.A.T.E. | 31 januari 2006   |  |  |  |  |
| Avsnitt: - S03E09, 061: "H.A.T.E." - S03E15, 067: "Mission of Gravity" - S03E17, 069: "Time Travails" - S04E02, 080: "The People's Choice" - S04E03, 081: "Sons of the Silent Age" |                   |  |  |  |  |
| |                   |  |  |  |  |
| TMNT (2003) 3.7: Hun on the Run | 16 maj 2006       |  |  |  |  |
| Avsnitt: - S03E10, 062: "Nobody's Fool" - S03E18, 070: "Hun on the Run" - S04E06, 084: "Grudge Match" - S04E07, 085: "A Wing and a Prayer" - S04E09, 087: "Aliens Among Us" - S04E10, 088: "Dragon's Rising" |                   |  |  |  |  |
| |                   |  |  |  |  |
| TMNT (2003) Season 4: 14 Avsnitt | 12 september 2006 |  |  |  |  |
| Avsnitt: Skiva 1: - S04E11, 089: "Still Nobody" - S04E13, 091: "Samurai Tourist" - S04E14, 092: "The Ancient One" - S04E15, 093: "Scion of the Shredder" - S04E16, 094: "Prodigal Son" - S04E17, 095: "Outbreak" - S04E18, 096: "Trouble with Augie" - S04E19, 097: "Insane in the Membrane" Skiva 2: - S04E20, 098: "Return of Savanti, Part 1" - S04E21, 099: "Return of Savanti, Part 2" - S04E22, 100: "Tale of Master Yoshi" - S04E23, 101: "Adventures in Turtle Sitting" - S04E24, 102: "Good Genes, Part 1" - S04E25, 103: "Good Genes, Part 2" |                   |  |  |  |  |
| |                   |  |  |  |  |
| TMNT Fast Forward: Future Shellshock! | 6 februari 2007   |  |  |  |  |
| Avsnitt: Skiva 1: - S06E01, 118: "Future Shellshock" - S06E02, 119: "Obsolete" - S06E03, 120: "Home Invasion" - S06E04, 121: "Headlock Prime" - S06E05, 122: "Playtime's Over" - S06E06, 123: "Bishop to Knight" - S06E07, 124: "Night of Sh'Okanabo" Skiva 2: - S06E08, 125: "Clash of the Turtle Titans" - S06E09, 126: "Fly Me to the Moon" - S06E10, 127: "Invasion of the Body Snatcher!" - S06E11, 128: "The Freaks Come Out at Night" - S06E12, 129: "Bad Blood" - S06E13, 130: "The Journal" |                   |  |  |  |  |
| |                   |  |  |  |  |
| TMNT (2003) Season 1, Part 1 | 22 maj 2007       |  |  |  |  |
| Avsnitt: Skiva 1: - S01E01, 001: "Things Change" - S01E02, 002: "A Better Mousetrap" - S01E03, 003: "Attack of the Mousers" - S01E04, 004: "Meet Casey Jones" - S01E05, 005: "Nano" - S01E06, 006: "Darkness on the Edge of Town" Skiva 2: - S01E07, 007: "The Way of Invisibility" - S01E08, 008: "Fallen Angel" - S01E09, 009: "Garbageman" - S01E10, 010: "The Shredder Strikes, Part 1" - S01E11, 011: "The Shredder Strikes, Part 2" - S01E12, 012: "The Unconvincing Turtle Titan" |                   |  |  |  |  |
| |                   |  |  |  |  |
| TMNT Fast Forward: The Day of Awakening | 11 september 2007 |  |  |  |  |
| Avsnitt: Skiva 1: - S06E14, 131: "The Gaminator" - S06E15, 132: "Graduation Day: Class of 2105" - S06E16, 133: "Timing is Everything" - S06E17, 134: "Enter the Jammerhead" - S06E18, 135: "Milk Run" - S06E19, 136: "The Fall of Darius Dunn" - S06E20, 137: "Turtle X-Tinction" Skiva 2: - S06E21, 138: "Race for Glory!" - S06E22, 139: "Head of State" - S06E23, 140: "DNA is Thicker than Water" - S06E24, 141: "The Cosmic Completist" - S06E25, 142: "The Day of Awakening" - S06E26, 143: "Zixxth Sense" |                   |  |  |  |  |
| |                   |  |  |  |  |
| TMNT (2003) Season 1, Part 2 | 18 september 2007 |  |  |  |  |
| Avsnitt: Skiva 1: - S01E13, 013: "Notes from the Underground, Part 1" - S01E14, 014: "Notes from the Underground, Part 2" - S01E15, 015: "Notes from the Underground, Part 3" - S01E16, 016: "The King" - S01E17, 017: "The Shredder Strikes Back, Part 1" - S01E18, 018: "The Shredder Strikes Back, Part 2" - S01E19, 019: "Tales of Leo" Skiva 2: - S01E20, 020: "The Monster Hunter" - S01E21, 021: "Return to New York, Part 1" - S01E22, 022: "Return to New York, Part 2" - S01E23, 023: "Return to New York, Part 3" - S01E24, 024: "Lone Raph and Cub" - S01E25, 025: "The Search for Splinter, Part 1" - S01E26, 026: "The Search for Splinter, Part 2" |                   |  |  |  |  |
| |                   |  |  |  |  |
| TMNT (2003) Season 2, Part 1 | 19 februari 2008  |  |  |  |  |
| Avsnitt: Skiva 1: - S02E01, 027: "Turtles in Space, Part 1: The Fugitoid" - S02E02, 028: "Turtles in Space, Part 2: The Trouble with Triceratons" - S02E03, 029: "Turtles in Space, Part 3: The Big House" - S02E04, 030: "Turtles in Space, Part 4: The Arena" - S02E05, 031: "Turtles in Space, Part 5: Triceraton Wars" - S02E06, 032: "Secret Origins, Part 1" Skiva 2: - S02E07, 033: "Secret Origins, Part 2" - S02E08, 034: "Secret Origins, Part 3" - S02E09, 035: "Reflections" - S02E10, 036: "The Ultimate Ninja" - S02E11, 037: "Modern Love: The Return of Nano" - S02E12, 038: "What a Croc!"                                                       |                   |  |  |  |  |
| |                   |  |  |  |  |
| TMNT (2003) Ninja Tribunal | 20 maj 2008       |  |  |  |  |
| Avsnitt: Skiva 1: - S04E26, 104: "Ninja Tribunal" - S05E01, 105: "Lap of the Gods" - S05E02, 106: "Demons and Dragons" - S05E03, 107: "Legend of the 5 Dragons" - S05E04, 108: "More Worlds Than One" - S05E05, 109: "Beginning of the End" - S05E07, 111: "Membership Drive" Skiva 2: - S05E08, 112: "New World Order, Part 1" - S05E09, 113: "New World Order, Part 2" - S05E10, 114: "Fathers and Sons" - S05E11, 115: "Past and Present" - S05E12, 116: "Enter the Dragons, Part 1" - S05E13, 117: "Enter the Dragons, Part 2" |                   |  |  |  |  |
| |                   |  |  |  |  |
| TMNT (2003) Season 2, Part 2 | 21 oktober 2008   |  |  |  |  |
| Avsnitt: Skiva 1: - S02E13, 039: "Return to the Underground" - S02E14, 040: "City at War, Part 1" - S02E15, 041: "City at War, Part 2" - S02E16, 042: "City at War, Part 3" - S02E17, 043: "Junklantis" - S02E18, 044: "The Golden Puck" - S02E19, 045: "Rogue in the House, Part 1" Skiva 2: - S02E20, 046: "Rogue in the House, Part 2" - S02E21, 047: "April's Artifact" - S02E22, 048: "Return of the Justice Force" - S02E23, 049: "The Big Brawl, Part 1" - S02E24, 050: "The Big Brawl, Part 2" - S02E25, 051: "The Big Brawl, Part 3" - S02E26, 052: "The Big Brawl, Part 4"                                                                              |                   |  |  |  |  |
| |                   |  |  |  |  |
| NYC Showdown | 9 juni 2015       |  |  |  |  |
| Avsnitt: - S01E21, 021: "Return to New York, Part 1" - S01E22, 022: "Return to New York, Part 2" - S01E23, 023: "Return to New York, Part 3" |                   |  |  |  |  |
| |                   |  |  |  |  |
| Search for Splinter | 9 juni 2015       |  |  |  |  |
| Avsnitt: - S01E01, 001: "Things Change" - S01E25, 025: "The Search for Splinter, Part 1" - S01E26, 026: "The Search for Splinter, Part 2" |                   |  |  |  |  |
| |                   |  |  |  |  |
| Cowabunga Christmas | 13 oktober 2015   |  |  |  |  |
| Avsnitt: - S03E13, 065: "The Christmas Aliens" - S01E07, 007: "The Way of Invisibility" - S01E08, 008: "Fallen Angel" |                   |  |  |  |  |